# امامزاده کوکب‌الدین
بقعهٔ امامزاده کوکب‌الدین یکی از آثار تاریخی شهر ورامین است. این امامزاده در نزدیکی میدان امام خمینی در کوچه شهید نوری قرار دارد.